# Record du Maroc de natation dames du 100 mètres dos
Cet article présente l'évolution du record du Maroc de natation dames du 100 mètres dos.

## Bassin de 50 mètres
| Temps         | Athlète          | Naissance | Âge | Club | Compétition             | Lieu    | Date              |
| ------------- | ---------------- | --------- | --- | ---- | ----------------------- | ------- | ----------------- |
| 1 min 08 s 99 | Imane Boulâamane | 1989      | 17  | CNJ  |                         | Dakar   | 13 septembre 2006 |
| 1 min 07 s 72 | Imane Boulâamane | 1989      | 20  | CNJ  | Jeux méditerranéens (s) | Pescara | 30 juin 2009      |

## Bassin de 25 mètres
| Temps         | Athlète          | Naissance | Âge | Club | Compétition                | Lieu      | Date            |
| ------------- | ---------------- | --------- | --- | ---- | -------------------------- | --------- | --------------- |
| 1 min 07 s 98 | Imane Boulaamane | 1989      | 17  | CNJ  |                            | El Jadida | 15 avril 2006   |
| 1 min 06 s 22 | Imane Boulaamane | 1989      | 21  | CNJ  | Championnats de France (s) | Chartres  | 4 décembre 2010 |